# Gongbo'gyamda
Gongbo’gyamda (en tibetano, ཀོང་པོ་རྒྱ་མདའ་རྫོང་; wylie,  kong po rgya mda' rdzong; literalmente, ‘tierra cóncava’; en chino, 工布江达县; pinyin, Gōngbùjiāngdá xiàn) es un condado bajo la administración directa de la Prefectura Nyingchi en la Región autónoma del Tíbet, República Popular China. Su área es 12 960 km² y su población total para 2010 fue cercana a los 30 mil habitantes.

## Administración
El condado de Gongbo’gyamda se divide en 9 pueblos que se administran en 3 poblados y 6 villas.

## Historia
En 1587 se estableció el Monasterio de Gyampo. Posteriormente, se desarrolló cerca del monasterio una ciudad llamada "Gyamda", que significa "salida del valle de Gyampo".